# Eravamo sette sorelle

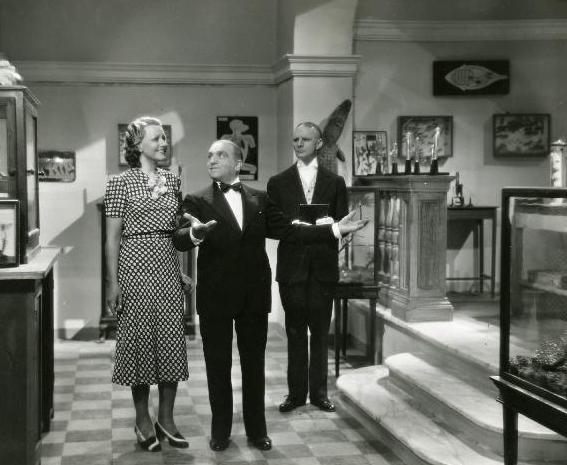
Eravamo Sette Sorelle, 1939.

Eravamo sette sorelle est un film italien réalisé par  Nunzio Malasomma sorti en 1939.

## Synopsis
Sept danseuses sans le sou et sans travail décident de tromper Leone Varanai, un vieux et riche comte se déclarant ses filles et s'installent dans sa villa. Peu de temps après arrive Léonard, le fils légitime, professeur sérieux, qui finit par découvrir la vérité. Néanmoins, le comte est très heureux d'avoir adopté autant de filles et le jeune homme tombe amoureux de Lisa, l'initiatrice de la tromperie, et parvient à l'épouser.

## Notice technique
- Titre :Eravamo sette sorelle
- Réalisation : Mario Mattoli, Nunzio Malasomma
- Scénario : Aldo De Benedetti
- Production : Luciano Doria
- Décors	: Piero Filippone
- Photographie : Arturo Gallea
- Musique : Pasquale Frustaci
- Durée : 97 minutes
- Date de sortie : 1937
- Langue : Italien
- Pays de production :  Royaume d'Italie

## Distribution
- Antonio Gandusio - conte Leone Varani
- Nino Besozzi - Leonardo Varani
- Sergio Tofano - Antonio
- Pina Renzi - Amalia
- Paola Barbara - Lisa
- Niní Gordini Cervi - Olga
- Lotte Menas - Eleonora
- Anna Maria Dossena - Marcella
- Olivia Frit - Norina
- Elena Altieri - Tina
- Guglielmo Sinaz - Fachinetti
- Guglielmo Barnabò -  le baron Franzetti